# كميل دوري شمعون
كميل دوري شمعون (1957-)، هو سياسي لبناني ورئيس حزب الوطنيين الأحرار منذ أبريل 2021. ينتمي شمعون إلى عائلة مارونية عريقة لعبت دورا هاما في الحياة السياسية على مدى عقود بزعامة جده كميل شمعون رئيس لبنان في الخمسينات ومؤسس حزب الوطنيين الأحرار عام 1958. وكميل دوري شمعون هو من الجيل الثالث لآل شمعون الذي يتولى رئاسة الحزب بعد عمه داني (1985-1990) ووالده دوري (1990-2021).

## رئاسة الحزب
انضم كميل دوري شمعون وهو شاب دون العشرين إلى نمور الأحرار الذراع العسكري لحزب الوطنيين الأحرار وشارك في معارك المرحلة الأولى للحرب الأهلية قبل ان يسافر إلى لندن لإتمام دراسته. بقي في ظل والده طوال رئاسة هذا الأخير للحزب، وبعد مقاطعة الانتخابات النيابية طوال فترة الوجود السوري ترشح عن المقعد الماروني في الشوف عامي 2005 و2018 لكنه فشل في الدخول إلى البرلمان. اعتلى رئاسة الحزب خلفا لوالده في 10 أبريل 2021 في حين اختير روبير خوري كنائب له. سعى شمعون إلى ادخال ديناميكية جديدة للحزب بافتتاحه أو إعادة افتتاح عدد من المكاتب، فرع العقيبة في قضاء كسروان في 10 أكتوبر 2021 ومفوضية زحلة البقاع في 30 أكتوبر 2021 ومفوضية البترون في 12 ديسمبر 2021. وفي 29 سبتمبر 2021 أعلن الحزب من مقره برئاسة شمعون عن اطلاق الجبهة السيادية من اجل لبنان، بمشاركة لقاء سيدة الجبل وحراس الأرز والنائب زياد الحواط وممثلين عن القوات اللبنانية. دعت الجبهة، التي اختير شمعون إلى رئاستها، إلى «استعادة قرار الدولة» عبر «رفض السلاح الخارج عن سلطة الدولة»، و«معالجة ملف النزوح السوري» و«تدويل مسألة التسوية الداخلية».

## في الانتخابات

### انتخابات 2005
مع عودة الحزب للمشاركة في الانتخابات بعد انقطاع دام 33 سنة بسبب الحرب ثم المقاطعة، ترشح شمعون عام 2005 عن المقعد الماروني في دائرة الشوف معقل عائلته التاريخي إلا ان النتائج كانت مخيبة للآمال بحصوله فقط على المرتبة الخامسة ب17074 صوت خلف الثلاثي الفائز نبيل البستاني (53543 صوت) وإيلي عون (52075 صوت) المرشحان عن اللقاء الديمقراطي بقيادة وليد جنبلاط، ومرشح القوات اللبنانية جورج عدوان (51701 صوت). فيما حل مرشح التيار الوطني الحر ماريو عون رابعا ب21990 صوت والمرشح الثاني للأحرار سيمون القزي سابعا ب2939 صوت.

### انتخابات 2018
بعد ان ترك شمعون في انتخابات 2009 المجال لأبيه الذي انتخب في الشوف نائبا عن لائحة 14 آذار بالتحالف مع الحزب التقدمي الاشتراكي والقوات اللبنانية وتيار المستقبل، خاض شمعون انتخابات 2018 ضمن «لائحة القرار الحر» في الشوف ضمن دائرة جبل لبنان الرابعة وفق القانون الانتخابي الجديد بالتحالف مع حزب الكتائب ومستقلين، وكانت النتائج كارثية للأحرار فلم يتحصل شمعون إلا على 1084 صوت تفضيلي وزميلته دعد القزي سوى على 172 صوت ونفس العدد لزميلهما الحزبي الثالث في عاليه أنطوان بوملهم مما ادخل الحزب في ازمة.

### انتخابات 2022
في انتخابات 2022 أعلن شمعون ترشحه على إحدى المقاعد المارونية الثلاث في دائرة بعبدا ضمن لائحة «بعبدا السيادة والقرار» بالتحالف مع بيار بوعاصي من حزب القوات اللبنانية وهادي أبو الحسن من الحزب التقدمي الاشتراكي والكسندر كرم ومستقلين شيعيين، سعيد علامة وسعد سليم. في 9 ابريل شارك شمعون في اطلاق اللائحة في العبادية صحبة بقية مرشحي «بعبدا السيادة والقرار». في غرة مايو قدم الحزب، اثناء افتتاح مقر مفوضيته في قضاء كسروان برئاسة شمعون، نقاطه الانتخابية التي تضمنت: السيادة، الحياد الإيجابي، إستقلالية القضاء، اللامركزية الادارية الموسعة، إعادة الثقة للقطاع المصرفي، عودة اللاجئين والنازحين. وفي 12 مايو ترأس بحضور والده وبيار بوعاصي، آخر الاجتماعات الانتخابية في الحدث تحت شعار «أحرارنا ثوار منذ البدء»، دعى شمعون فيه إلى «محاربة الفساد بكل قوتنا».